# Antilopinae
Los antilopinos (Antilopinae) son una subfamilia que pertenece a la familia Bovidae e incluye a varios géneros de antílopes y gacelas, en su mayor parte presentes en el continente africano.

## Géneros
Según Mammal Species of the World la subfamilia Antilopinae se integra de los siguientes géneros:
- Ammodorcas Thomas, 1891
- Antidorcas Sundevall, 1847
- Antilope Pallas, 1766
- Dorcatragus Noack, 1894
- Eudorcas Fitzinger, 1869
- Gazella Blainville, 1816
- Litocranius Kohl, 1886
- Madoqua Ogilby, 1837
- Nanger Lataste, 1885
- Neotragus Hamilton Smith, 1827
- Oreotragus A. Smith, 1834
- Ourebia Laurillard, 1842
- Procapra Hodgson, 1846
- Raphicerus Hamilton Smith, 1827
- Saiga Gray, 1843
- Pantholops Hodgson, 1834